# Илюшин, Александр Анатольевич
Алекса́ндр Анато́льевич Илю́шин (12 февраля 1940, Москва — 19 ноября 2016, там же) — советский и российский литературовед, переводчик, поэт.

## Биография
Родился в семье служащих. В 1962 году окончил филологический факультет МГУ (русское отделение), в 1966 году защитил кандидатскую диссертацию на тему «Поэзия декабристов в литературном движении первой трети XIX века». В 1965—1973 — младший научный сотрудник Института славяноведения и балканистики АН СССР, затем преподавал на кафедре истории русской литературы филологического факультета МГУ (с 1990 года — профессор). В 1985 году защитил докторскую диссертацию на тему «Русская силлабика». С 1994 года — председатель Дантовской комиссии РАН.

## Научные интересы
Основную область научных интересов Илюшина составляла русская и мировая поэзия, проблемы её аутентичного перевода, а также вопросы теории стихосложения. Первоначальные интересы лежали в области русско-польских литературных связей XIX века, в частности, проблемы взаимного перевода поэзии в этот период. Тематика кандидатской диссертации нашла отражение в монографии о поэзии декабриста Г. С. Батенькова, в которой был введён в научный оборот многочисленный ранее неизвестный архивный материал, в том числе более исправные списки стихов Батенькова и его ранее неизвестные произведения, а также дан анализ его поэтики (в 1999 году М. И. Шапир в кандидатской диссертации о поэзии Батенькова, защищённой под руководством Илюшина, обосновал — на основе отсутствия в архивных фондах некоторых из выявленных Илюшиным рукописей, а также стилистического и лингвостатистического анализа ранее известных и впервые обнаруженных Илюшиным произведений Батенькова — гипотезу о частичной фальсификации стихов Батенькова, написанных самим Илюшиным), а также исследовании творчества А. И. Полежаева. Занимался также истоками русской виршевой поэзии XVII века, подготовив вместе с В. К. Былининым антологию ранее неизвестных её образцов, творчеством А. К. Толстого и Н. А. Некрасова. Магистральными темами научных изысканий Илюшина были теория русского стиха (нашедшая отражение в учебном пособии «Русское стихосложение») и творчество Данте (интерес к которому был вызван влиянием И. Ф. Бэлзы). В частности, Илюшин осуществил первый перевод на русский язык «Божественной комедии» с соблюдением размера подлинника (заслуги Илюшина в этой области были отмечены именной золотой медалью Дантовского общества во Флоренции (1996), медалью города Равенна (1999), медалью Дантовского центра Равенны (1999)). Проблемы адекватности перевода также отразились в попытках перевода полоноязычных стихов Симеона Полоцкого на церковнославянский язык и «Оды Приапу» французского поэта Алексиса Пирона в стилистике И. С. Баркова.

## Основные труды
- Поэзия декабриста Г. С. Батенькова. М., 1978.
- Русское стихосложение. М., 1988; 2‑е изд. М., 2004.
- Поэт и упырь (к 150-летию со дня смерти А. И. Полежаева) // Советское славяноведение. 1988, № 1.
- «Летите грусти и печали»: Неподцензурная русская поэзия XVIII—XIX вв. / Сост. А. А. Илюшина. М., 1989.
- Виршевая поэзия (первая половина XVII века) / Сост., подгот. текстов, вступ. ст. и коммент. В. К. Былинина, А. А. Илюшина. М., 1989.
- Три века поэзии русского Эроса / Сост. А. А. Илюшина. М., 1992.
- Славяно-русские силлабические переводы польских стихов Симеона Полоцкого // Герменевтика древнерусской литературы. Сб. 4. М., 1992.
- Запоздалый перевод эротико-приапейской оды // Philologica. T. 1. М., 1994.
- Данте Алигьери. Божественная комедия / Пер. с ит., вступ. ст. и примеч. А. А. Илюшина. М., 1995; 2‑е изд.: М., 2008.
- Поэзия Некрасова. М., 1998; 2‑е изд.: М., 1999; 3‑е изд.: М., 2003.
- Стихотворения и поэмы А. К. Толстого. М., 1999.
- Избранные стихотворные произведения. «Common place», 2020. Все тексты впервые публикуются под его настоящим именем (в числе прочего стихотворения, приписанные Гавриилу Батенькову и напечатанные в книге «Поэзия декабриста Г. С. Батенькова»). Четыре поэмы и большинство стихотворений из разделов «Стихи разных лет» и «Еще стихи» публикуются впервые.

## Награды
- Медаль Пушкина  (1 сентября 2003 года) —  за многолетнюю плодотворную деятельность в области культуры и искусства[2].
- Медаль «В память 850-летия Москвы» (1997).